# 酒井康 (陸軍軍人)
酒井 康（さかい やすし、1892年（明治25年）3月11日 - 1986年（昭和61年）8月1日）は、日本の陸軍軍人。第17師団長・留守第56師団長・陸軍兵器本部企画部長等を歴任し、階級は中将、勲一等に至る。東京府出身。

## 経歴
酒井甲子郎陸軍大佐の長男として生まれる。東京府立一中、陸軍中央幼年学校予科、同校本科を経て、1912年（明治45年）5月28日、陸軍士官学校を首席で卒業。1912年（大正元年）12月24日、陸軍砲兵少尉に任官され野砲兵第13連隊付となる。士官候補生第24期の酒井の同期には第35軍司令官として没後進級した鈴木宗作大将や、第44軍司令官本郷義夫中将、第4軍司令官上村幹男中将、第51軍司令官野田謙吾中将がいる。その後、1915年（大正4年）12月、陸軍砲工学校高等科（第21期）を優等卒業し恩賜の銀時計を賜った。さらに1920年（大正9年）11月、陸軍大学校（第32期）を首席の成績で卒業した。優秀な成績の士官には将来を期待して海外に留学させるのが通例となっており、のちに酒井はフランスに駐在する。
1920年12月、野砲兵第13連隊中隊長となり、参謀本部付勤務、参謀本部員、陸軍技術本部付を経て、1924年（大正13年）12月から1927年（昭和2年）3月までフランスに駐在。帰国後、参謀本部付仰付、参謀本部員を歴任。1927年7月、砲兵少佐に昇進。陸軍兵器本廠付仰付を経て、1931年（昭和6年）1月9日からイタリア大使館附武官に任命され、同年8月、砲兵中佐に進級。1933年（昭和8年）12月20日、参謀本部附に移る。1934年（昭和9年）3月5日から参謀本部員となり、1935年（昭和10年）3月15日、侍従武官を拝命する。同年8月1日、砲兵大佐に進級し、1937年（昭和12年）8月2日から野砲兵第1連隊長に移る。1938年（昭和13年）7月15日、陸軍少将に昇進し陸軍大学校教官を命ぜられ、同年12月19日から陸大研究部主事に進む。1939年（昭和14年）10月2日から野戦重砲兵第6旅団長に移り日中戦争に出征。1940年（昭和15年）9月7日から第1独立砲兵団長に就く。1941年（昭和16年）3月1日、陸軍中将任官と共に陸軍兵器本部企画部長に移り、同年11月21日、留守第56師団長に親補される。
1942年（昭和17年）12月1日から中支那派遣軍隷下の第17師団長に就任する。就任直後に師団は南方に転用され、ニューブリテン島の防衛にあたる。1943年（昭和18年）10月19日、勲一等瑞宝章受章。ニューブリテン島の中心地ラバウルで米軍と交戦し、持久戦の最中終戦を迎える。
1947年（昭和22年）4月に復員した後、1948年（昭和23年）1月31日、公職追放仮指定を受け、同年8月、ブリヂストンの顧問に就任。1959年（昭和34年）12月から1963年（昭和38年）1月までは石橋財団の事務局長を務めた。1986年（昭和61年）に94歳で死去。

## 栄典
位階
- 1913年（大正2年）2月20日 - 正八位[2]
- 1941年（昭和16年）9月15日 - 従四位
- 1943年（昭和18年）10月1日 - 正四位

勲章
- 勲一等瑞宝章 - 1943年10月19日

## 親族
- 妻 酒井美智子（山田良之助陸軍中将の娘）